# Claudio Acosta
Claudio Acosta (sinh ngày 12 tháng 2 năm 1988) là một tiền đạo bóng đá người Argentina. Anh hiện đang chơi cho câu lạc bộ Sportivo Peñarol ở Argentina. Acosta từng cùng câu lạc bộ San Lorenzo vô địch giải đấu Clausura 2007.

## Thống kê

### Giải bóng đá Argentina
| Mùa giải  | Giải đấu         | Câu lạc bộ            | Số phút thi đấu | Số trận ra sân | Có trong đội hình ra sân | Số lần thay vào | Số lần thay ra | Ngồi dự bị | Số bàn thắng | Thẻ vàng | Thẻ vàng thứ hai | Thẻ đỏ trực tiếp |
| --------- | ---------------- | --------------------- | --------------- | -------------- | ------------------------ | --------------- | -------------- | ---------- | ------------ | -------- | ---------------- | ---------------- |
| 2005-2009 | Primera División | San Lorenzo           | 20              | 1              | 0                        | 1               | 0              | 0          | 0            | 0        | 0                | 0                |
| 2009-2010 | Argentina A      | Juventud Antoniana    | ?               | 0              | ?                        | ?               | ?              | ?          | 11           | ?        | ?                | ?                |
| 2010-2011 | Tercera División | Almagro               | ?               | 0              | ?                        | ?               | ?              | ?          | 6            | ?        | ?                | ?                |
| 2011-2012 | Argentino A      | Juventud Antoniana    | ?               | 0              | ?                        | ?               | ?              | ?          | 5            | ?        | ?                | ?                |
| 2012-2013 | Argentino A      | Juventud Antoniana    | 1196            | 17             | 16                       | 1               | 12             | 0          | 1            | 5        | 0                | 0                |
| 2012-2013 | Tercera División | Colegiales            | 253             | 7              | 3                        | 4               | 3              | 0          | 0            | 0        | 0                | 0                |
| 2013-2014 | Argentino A      | Gimnasia y Tiro       | 810             | 11             | 11                       | 0               | 7              | 0          | 0            | 3        | 0                | 0                |
| 2014-2015 | Argentino A      | Sportivo Patria       | 590             | 14             | 6                        | 8               | 5              | 0          | 2            | 0        | 0                | 1                |
| 2015      | Argentino A      | Sportivo Patria       | 780             | 18             | 8                        | 10              | 6              | 0          | 2            | 0        | 0                | 0                |
| 2016-2017 | Argentino A      | Sportivo Desamparados | 1167            | 17             | 15                       | 2               | 11             | 0          | 1            | 1        | 0                | 0                |
| 2017-2018 | Argentino A      | Juventud Antoniana    | 803             | 14             | 10                       | 4               | 7              | 0          | 0            | 7        | 0                | 1                |
| 2018-2019 | Argentino A      | Juventud Antoniana    | 1287            | 20             | 15                       | 5               | 13             | 0          | 2            | 7        | 0                | 0                |
| 2021      | Argentino A      | Sportivo Peñarol      | 1000            | 21             | 12                       | 9               | 9              | 0          | 3            | 2        | 0                | 0                |
| 2022      | Tercera División | Cañuelas              | 58              | 1              | 1                        | 0               | 1              | 0          | 0            | 0        | 0                | 0                |

### Cúp Quốc gia Argentina
| Mùa giải  | Câu lạc bộ         | Số phút thi đấu | Số trận ra sân | Có trong đội hình ra sân | Số lần thay vào | Số lần thay ra | Ngồi dự bị | Số bàn thắng | Thẻ vàng | Thẻ vàng thứ hai | Thẻ đỏ trực tiếp |
| --------- | ------------------ | --------------- | -------------- | ------------------------ | --------------- | -------------- | ---------- | ------------ | -------- | ---------------- | ---------------- |
| 2019      | Juventud Antoniana | 90              | 1              | 1                        | 0               | 0              | 0          | 0            | 0        | 0                | 0                |
| 2018      | Juventud Antoniana | 327             | 5              | 4                        | 1               | 3              | 1          | 0            | 1        | 0                | 0                |
| 2014-2015 | Sportivo Patria    | 0               | 0              | 0                        | 0               | 0              | 1          | 0            | 0        | 0                | 0                |
| 2012-2013 | Juventud Antoniana | 90              | 1              | 1                        | 0               | 0              | 0          | 0            | 0        | 0                | 0                |

## Thành tích
| Mùa giải      | Câu lạc bộ  | Giải đấu                   |
| ------------- | ----------- | -------------------------- |
| Clausura 2007 | San Lorenzo | Primera División Argentina |